# 플레이백 (2012년 미국 영화)
《플레이백》(Playback)은 2012년 공개된 미국의 공포 영화이다. 조니 퍼카, 앰버 칠더스, 토비 헤밍웨이, 크리스천 슬레이터, 알레산드라 토레사니, 조너선 켈츠 등이 출연하였다.

## 줄거리
1994년 10월 21일 할런 딜이 자기 가족 전원을 살해하고 경찰에게 사살 당한다. 네 살 때 친부모가 사망한 후 입양됐던 할런은 조상 중에 영화의 아버지로 불리는 루이 러프린스가 있다.
루이 러프린스는 영상을 찍어 영혼을 훔치는 방법을 알아내었다는 소문이 있다. 본인 아들 에이돌프를 영화에 출연시켜 아들을 찍음으로써 아들 영혼을 본인 악령과 바꿔치기하여 아들의 신체를 강탈했고, 이후 대를 내려오며 비슷한 일을 반복해 악한 힘을 강화시켜왔다는 것이다.
15년 뒤 미시간주 마셜 고등학생 줄리언은 언론 수업에서 내준 잊혀진 지역사 영상 과제로 이 사건을 다루기로 한다. 줄리언은 친구들을 동원하여 당시 사건을 재연한 슬래셔 영화도 찍는다.
줄리언은 방송국에서 자료 영상 목록을 작성하는 친구 퀸에게 쓸만한 영상 자료를 찾아달라고 부탁한다. 퀸은 방송국 작업실에서 과거 할런 딜 사건 탐사 보도 비디오테이프를 재생한다. 그런데 영상 속에서 죽어있던 할런이 갑자기 깨어나더니 영상 밖 퀸과 눈을 마주치고 퀸에게 빙의한다.
한편 계속 조사를 해나가던 줄리언은 할런 딜이 여동생을 강간해 아이를 만들었고 일가족 몰살 참사 후 아이는 입양이 되었는데, 그게 바로 자신이라는 걸 알게 되는데...

## 출연
- 조니 퍼카 - 줄리언 밀러 역
- 앰버 칠더스 - 라일리, 여자친구 역
- 토비 헤밍웨이 - 퀸, 예전 비디오 대여점 동료 직원 역
- 크리스천 슬레이터 - 프랭크 라이언스 순경 역
- 알레산드라 토레사니 - 브리애나 베이커, 친구 역
- 조너선 켈츠 - 네이트, 친구 역
- 마크 멧캐프 - 크리스 새퍼드, 은퇴한 뉴스 진행자 역

## 기타 제작진
- 미술: 메리에 베스키
- 배역: 에밀리 슈웨버